# 羅馬街站
羅馬街站（英語：Roma Street railway station）是一個位於澳洲昆士蘭州布里斯班中央商業區。此站是北岸線、主線、黃金海岸線及新南威爾士州北岸線。
原初的1873年羅馬街車站大樓仍在現時車站複合內，並是昆士蘭古蹟登記建築。